# 3970 Herran
3970 Herran је астероид главног астероидног појаса са пречником од приближно 13,17 .
Афел астероида је на удаљености од 2,895 астрономских јединица (АЈ) од Сунца, а перихел на 2,218 АЈ.
Ексцентрицитет орбите износи 0,132, инклинација (нагиб) орбите у односу на раван еклиптике 15,144 степени, а орбитални период износи 1493,637 дана (4,089 године).
Апсолутна магнитуда астероида је 12,40 а геометријски албедо 0,111.
Астероид је откривен 28. јуна 1979. године.